# 黄线天蛾
黄线天蛾屬（學名：Apocalypsis）是鱗翅目天蛾科天蛾亞科天蛾族的其中一個屬，只有黄线天蛾（学名：Apocalypsis velox）一個物種。分布于中国西南、日本、印度東北。
成虫翅长60毫米，展開有136毫米。头部棕黄色，触角深黄色；胸部棕黄，背板有“八”字形白纹；腹部枯黄色，各节间有黑色环纹；前翅狭长，赭棕色，脉纹枯黄色；后翅棕褐色。
以杨树、柳树、山杨、桦、椴、梣等植物为寄主。

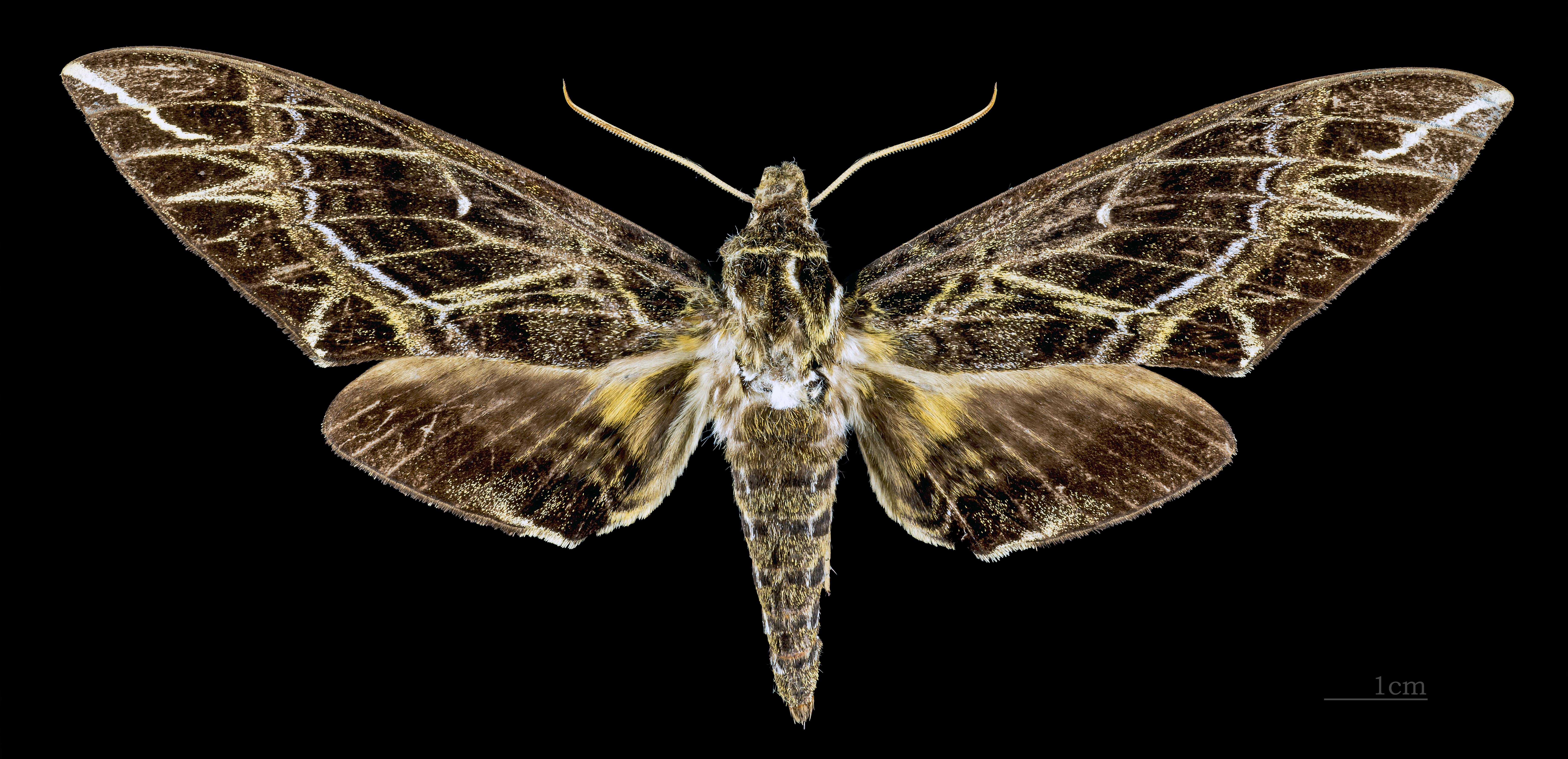
黄线天蛾 ♀
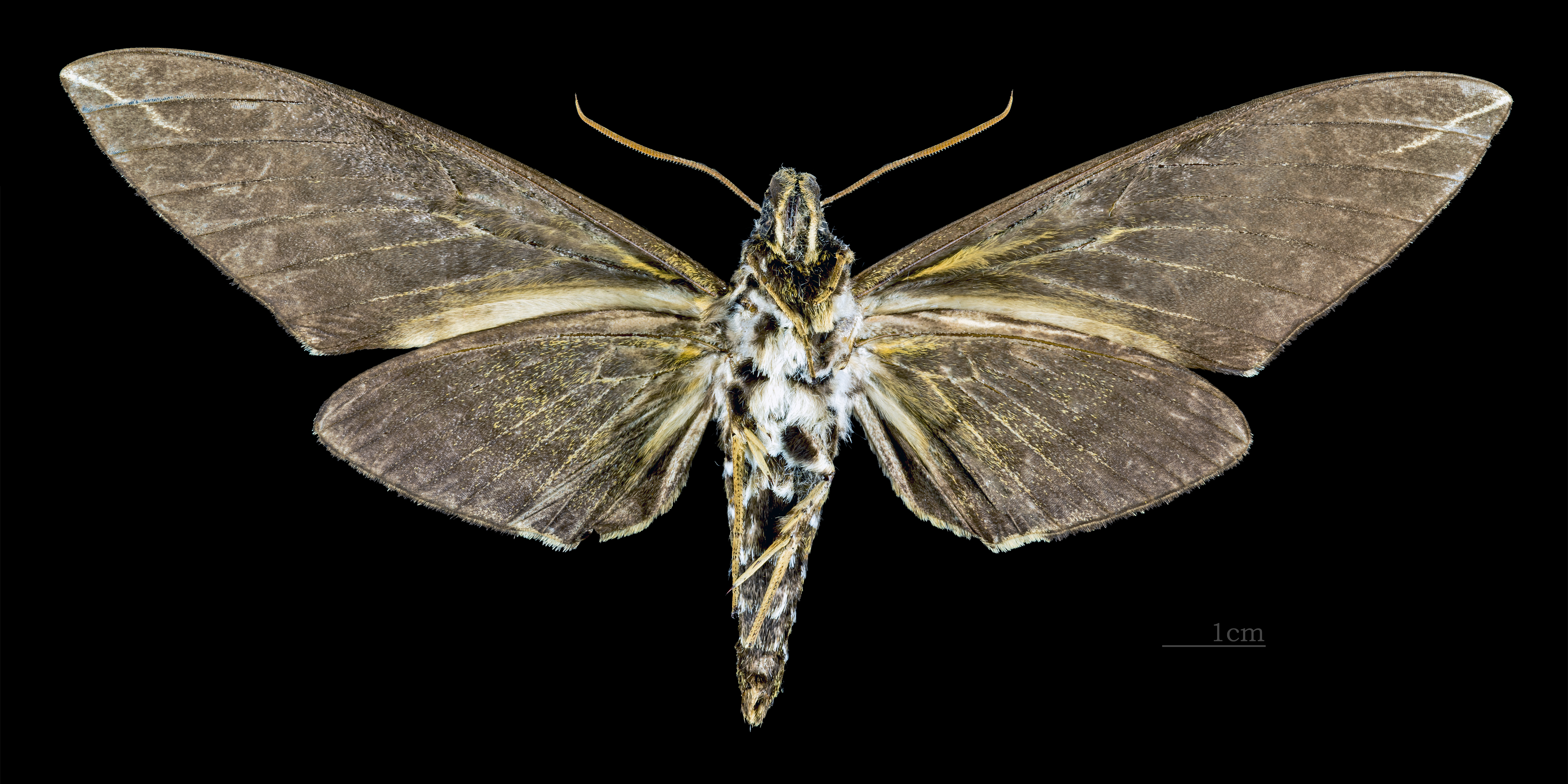
黄线天蛾  ♀ △